# Frank McRae
Franklin „Frank“ McRae (* 18. März 1941 in Memphis, Tennessee; † 29. April 2021 in Santa Monica, Kalifornien) war ein US-amerikanischer Schauspieler und American-Football-Spieler.

## Leben
Frank McRae studierte an der Tennessee State University im Bereich Theater und Geschichte und spielte im Jahr 1967 als Defensive Tackle unter Head Coach George Halas bei den Chicago Bears in der National Football League (NFL). Nach einem Spieljahr bei den Bears beendete er seine Laufbahn.
Sein Filmdebüt feierte McRae 1972 im Film Cool Breeze, er wurde im Abspann jedoch nicht bei den mitwirkenden Schauspielern erwähnt. Im folgenden Jahr trat er das erste Mal für einen Fernsehfilm mit dem Titel Snatched auf, diesmal jedoch mit Erwähnung. Schon bald konnte er kleinere Rollen in hoch dotierten Filmen übernehmen, wie etwa 1979 in Rocky II. 1982 folgte Nur 48 Stunden, acht Jahre darauf, im Jahre 1990 spielte er auch in der Fortsetzung mit, die unter dem Titel Und wieder 48 Stunden lief, mit, diesmal wurde McRae im Abspann jedoch nicht genannt. 1989 spielte McRae die Rolle des Sharkey im James-Bond-Film Lizenz zum Töten.
Neben Filmen war McRae auch in Serien zu sehen, wie etwa 2003 für zwei Folgen in der Serie Emergency Room – Die Notaufnahme. Zuletzt trat er schauspielerisch 2006 in Erscheinung. Sein Schaffen umfasst mehr als 60 Produktionen.
McRae starb infolge eines Herzinfarktes im Alter von 80 Jahren. Er hatte einen Sohn.

## Filmografie (Auswahl)
- 1972: Cool Breeze
- 1973: Snatched
- 1973: Jagd auf Dillinger (Dillinger)
- 1973: Shaft in Afrika (Shaft in Africa)
- 1974: Klauen wir gleich die ganze Bank (The Bank Shot)
- 1975: Ein stahlharter Mann (Hard Times)
- 1976: Alaskaträume (Pipe Dreams)
- 1978: F.I.S.T. – Ein Mann geht seinen Weg (F.I.S.T.)
- 1978: Tag der Entscheidung (Big Wednesday)
- 1978: Vorhof zum Paradies (Paradise Alley)
- 1979: Norma Rae – Eine Frau steht ihren Mann (Norma Rae)
- 1979: Rocky II
- 1979: 1941 – Wo bitte geht’s nach Hollywood (1941)
- 1980: Mit einem Bein im Kittchen (Used Cars)
- 1982: Nur 48 Stunden (48 Hrs.)
- 1982: Straße der Ölsardinen (Cannery Row)
- 1983: Die schrillen Vier auf Achse (National Lampoon's Vacation)
- 1984: Die rote Flut (Red Dawn)
- 1987: Das Wunder in der 8. Straße (*batteries not included)
- 1989: James Bond 007 – Lizenz zum Töten (Licence to Kill)
- 1989: Lock Up – Überleben ist alles (Lock up)
- 1989: Joy Stick Heroes (The Wizard)
- 1990: Und wieder 48 Stunden (Another 48 Hrs.)
- 1992: Columbo: Ein Spatz in der Hand (A Bird in the Hand…, Fernsehreihe)
- 1993: Last Action Hero
- 1993: Loaded Weapon 1
- 1994: Lightning Jack
- 1997: Der gläserne Tod (The Killing Jar)
- 1998: Mr. P's Dancing Sushi Bar
- 1999: Speed Train – Todesfahrt in die Hölle (Hijack)
- 2000: Ein höllisch guter Engel (One Hell of a Guy)
- 2000: G-Men from Hell
- 2003: Emergency Room – Die Notaufnahme (ER, Fernsehserie, 2 Folgen)
- 2006: Love’s Abiding Joy